# Смерть господина Лазареску
«Смерть господи́на Лазаре́ску» (рум. Moartea domnului Lăzărescu) — трагикомедийный фильм румынского режиссёра Кристи Пую о скитаниях умирающего пожилого господина по больницам Бухареста. Наиболее авторитетный образец «румынской новой волны».

## Сюжет
Герой, нуждающийся в операции на мозге, из-за своего неопрятного внешнего вида не может получить необходимую медицинскую помощь и вынужден сменить четыре больницы. В последней клинике господина Лазареску всё-таки начинают готовить к операции. Однако из сюжета фильма не совсем ясно, своевременной оказалась эта помощь или нет. Принять решение о том, жить или умереть господину Лазареску, режиссёр оставил на усмотрение зрителя.

## В ролях
| Актёр            | Роль                                 |
| ---------------- | ------------------------------------ |
| Ион Фискутяну    | Данте Ремус Лазареску                |
| Луминица Георгиу | Миоара Аврам медсестра скорой помощи |
| Дору Ана         | Санду Стериан сосед                  |
| Дана Догару      | Михаэла Стериан соседка              |
| Моника Бырлэдяну | Мариана                              |

## Производство
«Смерть господина Лазареску» — первый фильм из задуманной режиссёром Кристи Пую серии шести картин под общим названием «Истории бухарестских окраин». Фильм был снят за 45 дней и смонтирован за 38 дней.

## Награды и номинации
- 2005 — приз программы «Особый взгляд» Каннского кинофестиваля.
- 2005 — специальный приз жюри Чикагского кинофестиваля.
- 2005 — три приза Братиславского кинофестиваля: специальное упоминание жюри, приз студенческого жюри и специальное упоминание экуменического жюри.
- 2005 — специальный приз жюри и приз лучшему актёру (Ион Фискутяну) на Копенгагенском кинофестивале.
- 2005 — приз критиков на Норвежском кинофестивале.
- 2005 — приз за лучший фильм на кинофестивале в Рейкьявике.
- 2005 — специальный приз жюри и приз «Дон Кихот» на кинофестивале в Таллине.
- 2005 — 6 премий Трансильванского кинофестиваля: лучший румынский фильм, лучшая режиссура, лучший актёр (Ион Фискутяну), лучшая актриса (Луминица Георгиу), приз зрительских симпатий, приз ФИПРЕССИ.
- 2005 — две номинации на премию Европейской киноакадемии: лучший режиссёр (Кристи Пую) и лучший сценарий (Кристи Пую, Рэзван Рэдулеску).
- 2006 — номинация на премию «Независимый дух» за лучший зарубежный фильм.
- 2007 — номинация на премию Лондонского кружка кинокритиков за лучший фильм на иностранном языке.